# Morti nel 1566
| Questa pagina contiene informazioni ricavate automaticamente dalle voci biografiche con l'ausilio del template Bio e di un bot. L'aggiornamento è periodico e automatico e ricostruisce completamente la pagina. Se manca una persona in questa lista, sei pregato di non aggiungerla, ma accertati piuttosto che la sua voce biografica contenga il template Bio e che i dati anagrafici siano correttamente compilati. Se il template Bio manca, inseriscilo tu stesso o, in alternativa, metti l'avviso {{tmp\|Bio}} che ne segnala la mancanza. Se i dati riportati sono sbagliati, correggi direttamente la voce biografica; le modifiche saranno visibili in questa lista entro pochi giorni. Per chiarimenti vedi il progetto biografie. La lista contiene solo le 82 persone che sono citate nell'enciclopedia e per le quali è stato implementato correttamente il template Bio. Pagina aggiornata al 18 mag 2025. |

## Gennaio(4)
- 6 gennaio - Francesco Gonzaga, cardinale e arcivescovo cattolico italiano (n. 1538)
- 6 gennaio - Antonio de' Sapienti, teologo e francescano italiano
- 6 gennaio - Jan Utenhove, scrittore fiammingo (n. 1516)
- 7 gennaio - Alessandro Bon, nobile (n. 1514)

## Febbraio(3)
- 3 febbraio - George Cassander, teologo e umanista fiammingo (n. 1513)
- 15 febbraio - Louise Labé, poetessa francese
- 23 febbraio - Francesco I Moncada, nobile, politico e militare italiano (n. 1510)

## Marzo(4)
- 9 marzo - Davide Rizzio, politico, compositore e liutista italiano
- 19 marzo - Arima Haruzumi, militare giapponese (n. 1483)
- 23 marzo - Wolfgang di Anhalt-Köthen, nobile tedesco (n. 1492)
- 26 marzo - Antonio de Cabezón, compositore spagnolo (n. 1510)

## Aprile(6)
- 4 aprile - Daniele da Volterra, pittore, scultore e stuccatore italiano (n. 1509)
- 12 aprile - Gonzalo Pérez, politico spagnolo (n. 1500)
- 16 aprile - Juan Correa de Vivar, pittore spagnolo (n. 1510)
- 16 aprile - Giulia Gonzaga, nobildonna, letterata e mecenate italiana (n. 1513)
- 25 aprile - Diana di Poitiers, nobildonna francese (n. 1500)
- 29 aprile - Jean Suau, cardinale e vescovo cattolico francese (n. 1503)

## Maggio(2)
- 8 maggio - Alvise Corner, scrittore, letterato e mecenate italiano (n. 1484)
- 10 maggio - Leonhart Fuchs, botanico e medico tedesco (n. 1501)

## Giugno(2)
- 15 giugno - Ortensio Abbaticchio, medico italiano
- 18 giugno - Giuliano Cesarini, nobile italiano (n. 1491)

## Luglio(6)
- 13 luglio - Thomas Hoby, diplomatico e traduttore inglese (n. 1530)
- 14 luglio - Raffaele di Barletta, religioso dalmata
- 17 luglio - Bartolomé de Las Casas, vescovo cattolico spagnolo
- 17 luglio - Angelo Massarelli, vescovo cattolico italiano (n. 1510)
- 26 luglio - Bartolomeo Marliani, archeologo, topografo e antiquario italiano (n. 1488)
- 26 luglio - Bartolomeo Spatafora, nobile italiano

## Agosto(4)
- 4 agosto - Girolamo della Robbia, ceramista italiano (n. 1488)
- 4 agosto - Cristoforo di Oldenburg, conte danese
- 5 agosto - Martín Pérez de Ayala, arcivescovo cattolico spagnolo (n. 1503)
- 28 agosto - Francesco Crasso, cardinale italiano (n. 1500)

## Settembre(9)
- 1º settembre - Taddeo Zuccari, pittore italiano (n. 1529)
- 1º settembre - Giovanni V di Parthenay, nobile francese (n. 1512)
- 6 settembre - Solimano il Magnifico, sultano ottomano (n. 1494)
- 8 settembre - Nikola Šubić Zrinski, generale croato
- 10 settembre - Giovanni Valentino Gentile, teologo e umanista italiano
- 17 settembre - Íñigo López de Mendoza, nobile spagnolo (n. 1493)
- 22 settembre - Johannes Agricola, umanista e teologo tedesco (n. 1494)
- 27 settembre - Marco Girolamo Vida, umanista, poeta e vescovo cattolico italiano (n. 1485)
- 28 settembre - Marino Freccia, giurista, storico e nobile italiano (n. 1503)

## Ottobre(3)
- 6 ottobre - Tiberio Crispo, cardinale e vescovo cattolico italiano (n. 1498)
- 14 ottobre - Giacomo Gastaldi, cartografo italiano (n. 1500)
- 28 ottobre - Pedro Juan Perpiñá, gesuita spagnolo (n. 1530)

## Novembre(4)
- 14 novembre - Pier Francesco Ferrero, cardinale e vescovo cattolico italiano (n. 1510)
- 17 novembre - Annibale Caro, traduttore, poeta e numismatico italiano (n. 1507)
- 17 novembre - Raffaellino del Colle, pittore italiano (n. 1495)
- 29 novembre - Nicolaus Grohmann, architetto tedesco (n. 1500)

## Dicembre(5)
- 1º dicembre - Francisco Mendoza Bobadilla, cardinale e vescovo cattolico spagnolo (n. 1508)
- 5 dicembre - Antonio Brucioli, umanista italiano (n. 1487)
- 14 dicembre - Renato di Guisa, nobile francese (n. 1536)
- 26 dicembre - Kimotsuki Kanetsugu, militare giapponese (n. 1511)
- 28 dicembre - Margherita Paleologa, marchese (n. 1510)

## Senza giorno specificato(30)
- Francisco Aguirre, vescovo cattolico e giurista spagnolo
- Geronimo Albertino, nobile e vescovo cattolico italiano (n. 1492)
- Salvatore Alepus, arcivescovo cattolico spagnolo (n. 1503)
- Sforza Almeni, italiano
- Donato Antonio Altomare, medico italiano (n. 1520)
- Pierre Boaistuau, giurista francese
- Giovanni Caroto, pittore italiano (n. 1488)
- Giovanni Battista Cicala Zoagli, doge (n. 1485)
- Luigi Dentice, compositore, cantante e liutista italiano (n. 1510)
- Charles Dumoulin, giurista francese (n. 1500)
- Michelangelo Florio, umanista, predicatore e teologo italiano (n. 1518)
- António de Gouveia, umanista portoghese (n. 1505)
- Sigismund von Herberstein, diplomatico e scrittore austriaco (n. 1486)
- Francesco Lismanini, religioso italiano
- Lambert Lombard, pittore belga (n. 1505)
- Francisco López de Gómara, religioso e storico spagnolo (n. 1511)
- Bernardino di Mariotto, pittore italiano
- Nagano Narimori, militare giapponese (n. 1544)
- Stanisław Orzechowski, umanista e politico polacco (n. 1513)
- Agostino Pinelli Ardimenti, doge (n. 1492)
- Miniato Pitti, religioso italiano
- Raffaello da Montelupo, scultore e architetto italiano (n. 1504)
- Guillaume Rondelet, zoologo francese (n. 1507)
- Girolamo Ruscelli, umanista, scrittore e cartografo italiano
- Wolfgang Schutzbar, tedesco (n. 1483)
- Fatma Sultan, principessa ottomana
- Uyama Hisakane, militare giapponese (n. 1511)
- Cristóbal Vaca de Castro, funzionario spagnolo (n. 1492)
- Lucano da Imola, pittore italiano
- Nostradamus, astrologo, scrittore e farmacista francese (n. 1503)